# Bulunkul
Bulunkul (tádžicky Булункӯл) je sladkovodní horské jezero v Tádžikistánu. Leží v autonomní oblasti Horský Badachšán 130 km východně od Chorogu. Jeho rozloha činí 3,5 km². Je tektonického původu a dosahuje maximální hloubky 6 metrů. Nachází se v pohoří Pamír v nadmořské výšce 3737 m. Vlévá se do něj řeka Issykbulok. Na jeho břehu se nachází stejnojmenná vesnice patřící k Murghobskému okresu. Nedaleko se nachází větší jezero Jašilkul, s nímž je Bulunkul spojen vodní cestou. V okolí se nacházejí písčité pláně, kamenná moře a rašeliniště.
Název je odvozen z tádžických slov bulun („vysoký“) a kul („jezero“). Oblast kolem jezera je nejchladnější částí střední Asie, teploty zde v zimě klesají až na –63 °C. Bulunkul bývá zamrzlý od listopadu do května. Do jeho vod byl v dobách SSSR vysazen karas stříbřitý. V okolí jezera bylo vyhlášeno významné ptačí území o rozloze 1500 km². Vyskytuje se zde sup himálajský, orel královský, raroh velký, velekur himálajský, husa indická, hýl velký a skřivánek horský.